# رايموند هاكيت
رايموند هاكيت (بالإنجليزية: Raymond Hackett)‏ هو ممثل أمريكي، ولد في 15 يوليو 1902 في نيويورك في الولايات المتحدة، وتوفي في 7 يوليو 1958 في هوليوود في الولايات المتحدة.

## وصلات خارجية
- رايموند هاكيت على موقع IMDb (الإنجليزية)
- رايموند هاكيت على موقع قاعدة بيانات برودواي على الإنترنت (الإنجليزية)
- رايموند هاكيت على موقع قاعدة بيانات برودواي على الإنترنت (الإنجليزية)
- رايموند هاكيت على موقع إن إن دي بي (الإنجليزية)
- رايموند هاكيت على موقع قاعدة بيانات الفيلم (الإنجليزية)